# Бродская, Дора Вольковна
Дора Вольковна (Владимировна) Бродская (15 июля 1909, Варшава — 23 января 1985, Москва) — советская художница, график, монументалист. Член Союза Художников СССР.

## Биография
Родилась 15 июля 1909 года в городе Варшава.
В 1926—1927 годах училась в студии П. Я. Павлинова в Москве, в 1929 году поступила в Высший художественно-технический институт, после его расформирования перешла в Ленинградский институт живописи, скульптуры и архитектуры, где училась у М. П. Бобышова, Р. Ф. Френца. В 1933 году вернулась в Москву, где в 1937 году окончила Институт изобразительных искусств у Л. А. Бруни, А. А. Дейнеки, К. Н. Истомина.
Муж — Николай Иванович Гайгаров — советский архитектор, о них оставил свои воспоминания писатель Владимир Александрович Потресов в книге «Рассказы Старого Арбата». Похоронена на новом Донском кладбище.

## Творчество
В период учёбы оформляла спектакли в студии С. Серпинского при детском клубе в Москве («Отверженные», 1935; «Мнимый больной», 1936). В 1938—1955 годах работала в мастерской монументальной живописи ВАА.
Среди основных работ — роспись павильона Азербайджанской ССР на ВСХВ (1938), роспись плафонов жилого дома Генерального штаба Вооружённых сил СССР (архитектор Н. Гайгаров), роспись плафонов станции метро «Измайловский парк» (1946), росписи интерьеров в санаториях Министерства обороны в Кисловодске, Архангельском (1952—1954), цикл акварелей «Москва» (1960-е), «По древнерусским городам» (1970-е), иллюстрации в журнале «Мурзилка», «Вокруг света».
Работы находятся в Государственной Третьяковской Галерее, музее Нукуса (Каракалпакия), Комсомольска-на-Амуре, частных коллекциях.